# Kușciînți, Haisîn
Kușciînți (în ucraineană Кущинці) este localitatea de reședință a comunei Kușciînți din raionul Haisîn, regiunea Vinnița, Ucraina.

## Demografie
Componența lingvistică a localității Kușciînți
     Ucraineană (98,28%)
     Rusă (1,38%)
     Alte limbi (0,34%)
Conform recensământului din 2001, majoritatea populației localității Kușciînți era vorbitoare de ucraineană (98,28%), existând în minoritate și vorbitori de rusă (1,38%).